# Красная звезда (кинотеатр, Гродно)
«Красная звезда» —  старейший из действующих кинотеатров Беларуси (после витебского Дома Кино). Кинотеатр является старейшим в Беларуси зданием специально построенным для кинопоказов, и одним из старейших таких зданий в Восточной Европе. 

## История
Построен в период 1914-1915 годов, на средства семьи царского штабс-капитана Сергея Монастырского. Его прошение о строительстве кинотеатра датировано 5 мая 1914 года. Изначально назывался Эден (Eden). Позднее носил названия Палац (Palac), Полония (Polonija), Пан (Pan), а после присоединения Западной Беларуси к БССР — "Красная звезда".
Кинотеатр является одним из старейших в Восточной Европе зданий, построенных для киносеансов и используемых по назначению, а также старейшим таким зданием в Беларуси. Любопытно, что гродненский кинотеатр старше старейших действующих кинотеатров Варшавы, Вильнюса, Риги, Таллина, Киева и Минска.

## Архитектура
Двухэтажное здание кинотеатра построено в стиле классицизма, отмечается также некоторое влияние модерна. Фасад декорирован полуколоннами и широкими лопатками. Цоколь отделан камнем. На уровне второго этажа балкон с кованными перилами.
Интерьер несколько раз менялся, но планировка в значительной степени сохранена.